# Johannes K. Rücker

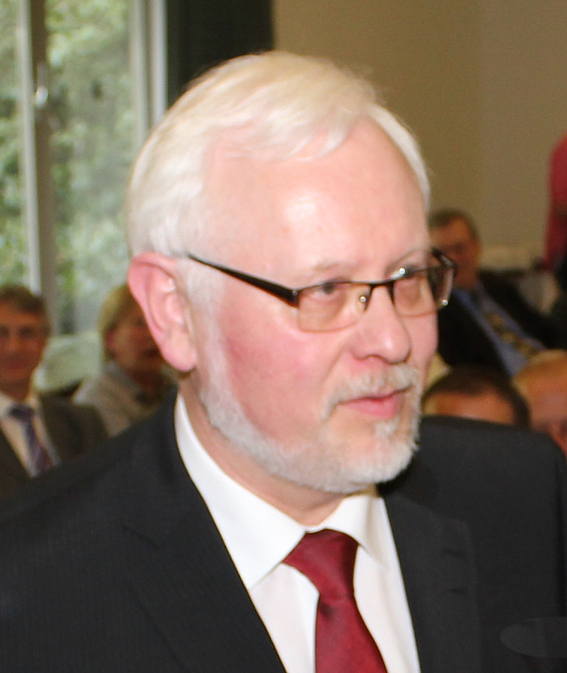
Johannes K. Rücker (2012)

Johannes Konrad Rücker (meist Johannes K. Rücker oder Johannes Rücker; * 24. Januar 1949 in Nienburg/Weser; † 2. Oktober 2021) war ein deutscher Erwachsenenbildner.
Er war von 2000 bis 2006 Vorsitzender der Katholischen Bundesarbeitsgemeinschaft für Erwachsenenbildung (KBE) und leitete bis zu seinem Eintritt in den Ruhestand am 1. Mai 2012 als Direktor die Katholische Landvolkshochschule „Schorlemer Alst“ in Freckenhorst.

## Leben

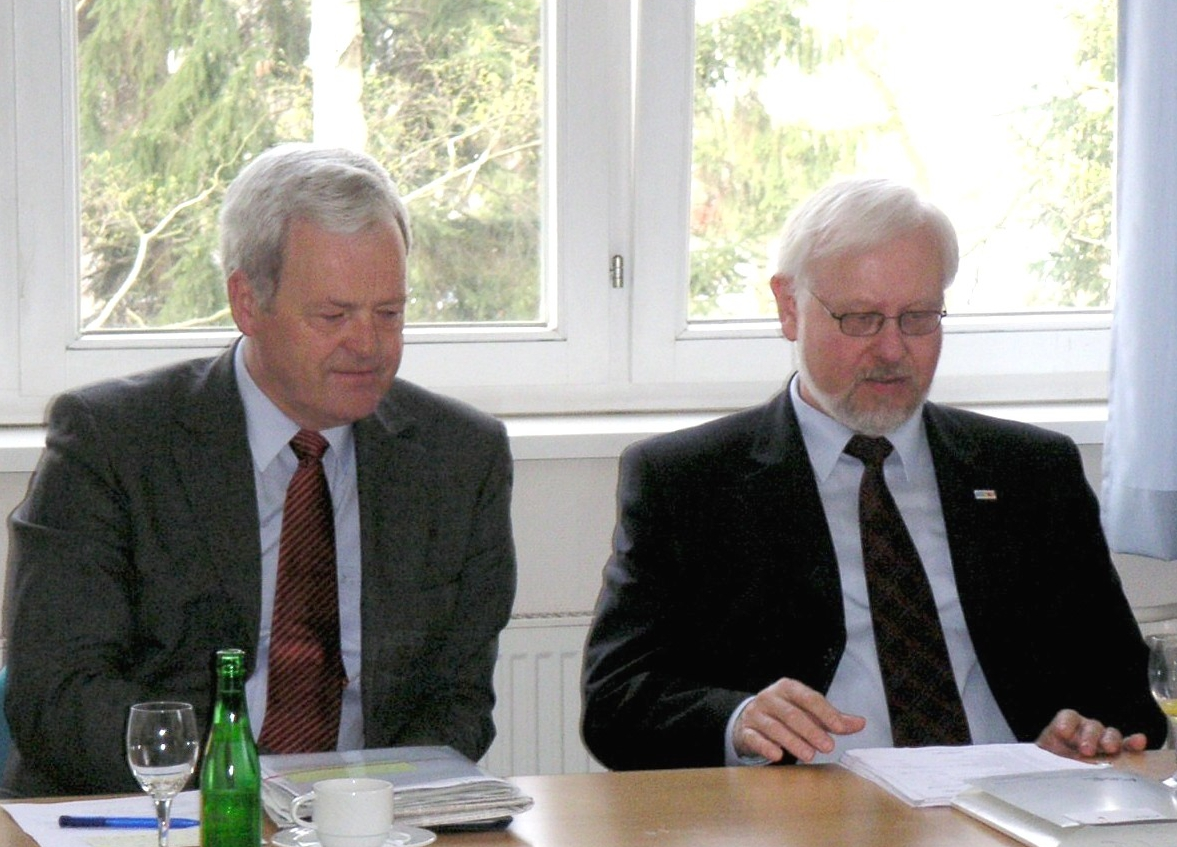
Johannes K. Rücker als Vorsitzender der KBE im Gespräch mit Staatssekretär Hermann Kues am 19. Mai 2005 im Katholischen Büro in Berlin.

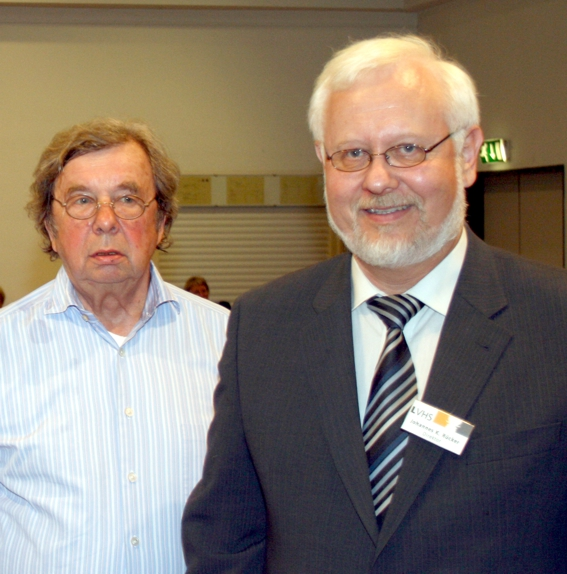
Johannes K. Rücker mit Hellmuth Karasek in der Katholischen Landvolkshochschule „Schorlemer Alst“ (2009)

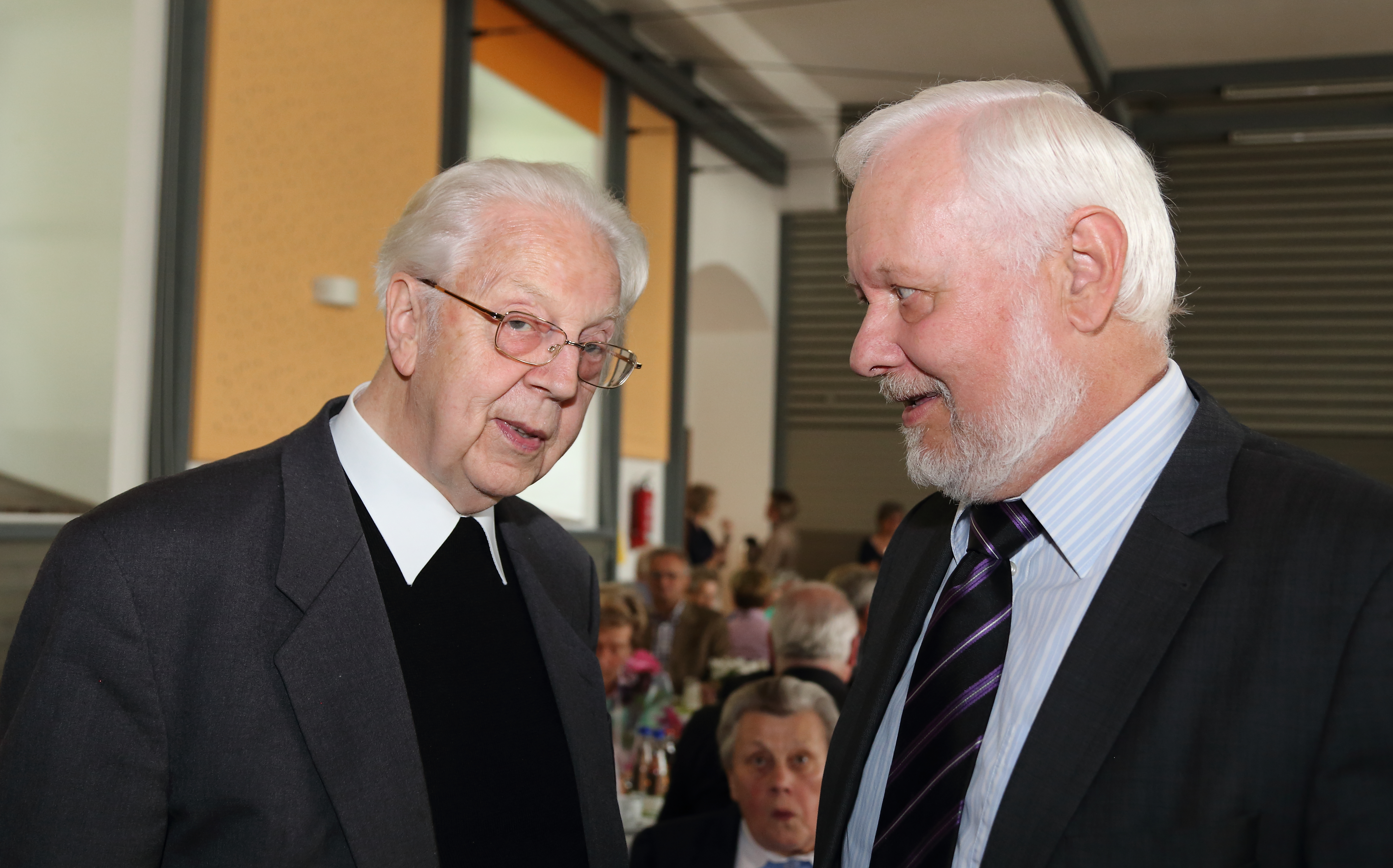
Johannes K. Rücker mit Pfarrer Werner Heukamp im Saal des Dio-Jugendheimes Recke (2014)

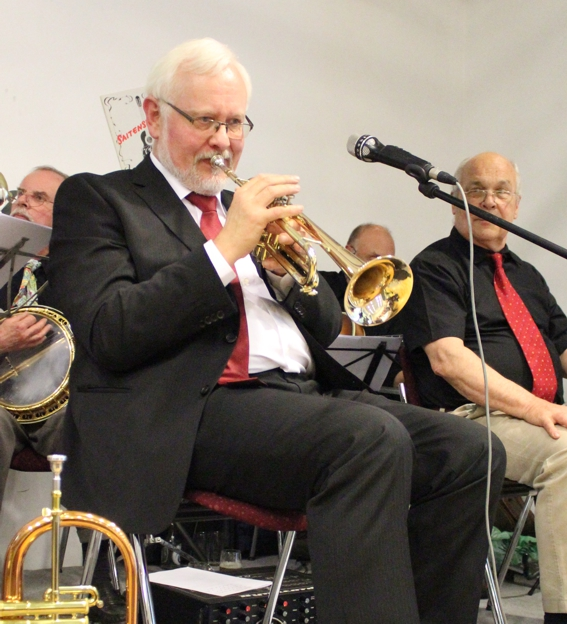
Johannes K. Rücker bei einer Session mit der Pickled Onions Jazzband (Ahrensburg) am 30. April 2012 in der Katholischen Landvolkshochschule „Schorlemer Alst“

### Jugend und Ausbildung
Johannes Konrad Rücker entstammt einer schlesischen Familie, die in Liebau ansässig war. Nach Ende des Zweiten Weltkriegs wurde diese samt aller Verwandten 1946 aus Schlesien vertrieben. Seine Familie kam ins Ruhrgebiet, und so wuchs Johannes Rücker in Wattenscheid-Sevinghausen auf, wo er auch zur Bartholomäus-Volksschule ging. Von 1960 bis 1966 besuchte er die Pestalozzi-Realschule in Wattenscheid, an der mit der Mittleren Reife abschloss und anschließend seine Schulbildung an der Märkischen Schule fortsetzte, wo er wegen der damaligen Kurzschuljahre 1968 das Abitur ablegte. Vor diesem Hintergrund bezeichnete er sich selbst als „Westfale mit schlesischem Migrationshintergrund“.
Danach leistete er bis 1969 seinen Wehrdienst bei der Bundesmarine im 1. Marineausbildungsbataillon Eckernförde und zur Funker-Ausbildung bei der Marinefernmeldeschule Mürwik in Flensburg-Mürwik ab. Später absolvierte Rücker weitere Wehrübungen sowie eine Fachausbildung zum Fernmeldeoffizier. Er war Leutnant zur See der Reserve (Leutnant z.S.d.R.).
Von 1969 bis 1972 studierte Rücker Wirtschaftswissenschaften an der Ruhr-Universität Bochum sowie von 1972 bis 1974 Volkswirtschaftslehre an der Westfälischen Wilhelms-Universität Münster mit dem Abschluss als Diplom-Volkswirt.

### Berufliches Wirken
Johannes K. Rücker war beruflich auf mehreren Ebenen der Katholischen Erwachsenenbildung in Deutschland tätig. Von 1975 bis 1977 arbeitete er als Pädagogischer Mitarbeiter der Landesarbeitsgemeinschaft für katholische Erwachsenenbildung im Land Niedersachsen für den Bereich der Sozialen Seminare in der Diözese Osnabrück und im Offizialat Vechta. Danach war er beim Sozialen Seminar der Diözese Osnabrück bis 1981 Referent für politische Jugend- und Erwachsenenbildung. Von 1981 bis 1990 wirkte Rücker als Bundestutor der Arbeitsgemeinschaft katholisch-sozialer Bildungswerke in der Bundesrepublik Deutschland (AKSB). Er war zeitweilig auch Mitglied im Bundesvorstand der AKSB.
1991 wechselte Johannes K. Rücker zum Bistum Münster, wo er bis zum Jahr 2006 die Abteilung Erwachsenenbildung im Bischöflichen Generalvikariat Münster leitete. Zudem war er Leiter des Diözesanbildungswerks Münster und Bischöflicher Beauftragter für Erwachsenenbildung. In dieser Zeit gehörte er auch dem Vorstand der Landesarbeitsgemeinschaft für katholische Erwachsenenbildung in Nordrhein-Westfalen e. V. (seit 2005 Landesarbeitsgemeinschaft für katholische Erwachsenen- und Familienbildung in Nordrhein-Westfalen e. V. [LAG KEFB]) an.
Von 2000 bis 2006 amtierte Rücker als Vorsitzender der Katholischen Bundesarbeitsgemeinschaft für Erwachsenenbildung (KBE). In diesem Amt war er Nachfolger von Erwin Müller-Ruckwitt.
2006 wurde er als Nachfolger von Hermann Flothkötter zum Direktor der Katholischen Landvolkshochschule „Schorlemer Alst“ in Freckenhorst ernannt. Dort war er zugleich Leiter des Fachbereichs 1 „Politik – Medienkompetenz – Kommunikation“. Rücker war bekannt dafür, dass er regelmäßig namhafte Referenten nicht nur aus dem engeren katholischen Spektrum an die Landvolkshochschule holte. Dabei scheute er auch kontroverse Veranstaltungen nicht. So kam es 2007 während des Tagesseminars „Jüdisches Leben in Deutschland“ zum Eklat, als der jüdische Religionswissenschaftler Yuval Lapide an der Einstellung der katholischen Christen und ihrer Kirche in Deutschland und vor allem in Polen gegenüber den Angehörigen der jüdischen Glaubensgemeinschaft heftige Kritik geübt hatte. Nach eineinhalbstündiger Diskussion verließen daraufhin einige der Teilnehmer, unter ihnen polnische Christen, aus Protest vorzeitig den Gesprächsraum. Am 30. April 2012 wurde Johannes K. Rücker in den Ruhestand verabschiedet. Sein Nachfolger als Direktor der Katholischen Landvolkshochschule Freckenhorst wurde Diplom-Theologe Michael Gennert, der bis zu seinem Wechsel nach Freckenhorst die Christliche Bildungsstätte „Die Hegge“ in Willebadessen geleitet hatte.
Als Fachautor war Rücker unter anderem für die Bundeszentrale für politische Bildung tätig.
Johannes Konrad Rücker starb am 2. Oktober 2021 nach kurzer, schwerer Krankheit im Alter von 72 Jahren.

### Privatleben
Johannes Konrad Rücker war verheiratet, hatte zwei erwachsene Kinder und ein Enkelkind. Er lebte in Recke. Dort engagierte er sich vor allem in der katholischen Pfarrgemeinde St. Dionysius. Er war gewähltes Mitglied des Kirchenvorstands der Pfarrgemeinde und wurde als solcher im Zuge der Zusammenlegung der alten Pfarrei St. Dionysius mit der Steinbecker Pfarre St. Philippus und Jacobus am 25. September 2016 Mitglied des übergangsweise gebildeten Verwaltungsausschusses der neuen Pfarrei St. Dionysius. Viele Jahre lang betreute er als ehrenamtlicher Webmaster und Redakteur deren Internetauftritt sowie diejenigen angeschlossener Institutionen. Von 2007 bis 2018 war Rücker außerdem Kuratoriumsvorsitzender der überkonfessionellen Hospizstiftung Haus St. Benedikt. Seit Mai 2012 war Rücker Vorsitzender der Ländlichen Familienberatung im Bistum Münster e. V. und seit April 2012 stellvertretender Bundesvorsitzender der Katholischen Landvolkbewegung (KLB).
Zudem engagierte sich Johannes K. Rücker als Fastabendältester des Fastabends Rählmannsiedlung und war seit 2014 Vorsitzender des Kulturvereins Recke e. V.
Außerdem war Rücker als Freund alter Motorräder in den 1990er und 2000er Jahren Mitorganisator und Moderator der Steinbecker Oldtimertreffen, an denen teilweise bis zu 100 Aussteller teilnahmen.
Rücker, der mehrere Instrumente (Trompete, Klarinette, Kontrabass und Banjo) spielte, war Anhänger des Traditional Jazz. Gelegentlich trat er mit Jazz-Darbietungen als Amateur auch öffentlich auf, zumeist bei Veranstaltungen der Landvolkshochschule Freckenhorst.

## Schriften
- Personalität, Solidarität, Subsidiarität – Grundpositionen katholischer Soziallehre. Seminarmodell für die Bildungsarbeit, Schriftenreihe Dokumente, Manuskripte, Protokolle (Heft 5), Arbeitsgemeinschaft Katholisch-Sozialer Bildungswerke in der Bundesrepublik Deutschland, Bonn 1980
- Redaktion zusammen mit Johannes Schillo: Ziele und Aufgaben politischer Bildung. Grundsatzpapiere der AKSB, Verein zur Förderung Katholisch-Sozialer Bildungswerke in der Bundesrepublik Deutschland, Bonn 1988
- Basiswissen Politik und Gesellschaft. Arbeitshilfen für die Politische Bildung, Band 3: Die Ordnung der Wirtschaft, Bundeszentrale für Politische Bildung, Bonn 1997
- Basiswissen Politik und Gesellschaft. Arbeitshilfen für die Politische Bildung, Band 4: Die Ordnung der Gesellschaft, Bundeszentrale für Politische Bildung, Bonn 1997
- als Herausgeber zusammen mit Ulrich Oskamp: Es geht ums Überleben. Nahrungsproduktion und nachwachsende Rohstoffe. Beiträge aus Politik, Wissenschaft und Sozialethik, Dialogverlag, Münster 2009 (ISBN 978-3-941462-13-7)
- „Die Wahrheit wird euch frei machen“ (Joh. 8.32) – Glaube und Vernunft in der Erwachsenenbildung. In: In Gottes Spur: Viel getan – viel zu tun. 60 Jahre Katholische Landvolkshochschule „Anton Heinen“ Hardehausen, Hardehausen 2009, S. 103 ff.

Außerdem wirkte Rücker an Band 2 der von Werner Thissen herausgegebenen Darstellung Das Bistum Münster (Münster 1993) mit.